# Eliminação de Gauss
A eliminação de Gauss, ou método de escalonamento, é um algoritmo para se resolver sistemas de equações lineares. Este método consiste em aplicar sucessivas operações elementares num sistema linear, para o transformar num sistema de mais fácil resolução, que apresenta exatamente as mesmas soluções que o original.

## Alguns conceitos

### Definição de matriz escalonada ou na forma de escada por linhas
Uma matriz retangular está na sua forma escalonada ou na forma de escada por linhas quando satisfaz as seguintes condições:
- Todas as linhas não-nulas estão acima de qualquer linha composta só de zeros.
- O pivô de cada linha está numa coluna à direita do pivô da linha acima.
- Todos os elementos de uma coluna abaixo de um pivô são zero.

Exemplo
{\displaystyle \left[{\begin{array}{rrrr}2&-3&2&1\\0&1&-4&8\\0&0&0&35\end{array}}\right]}
Se uma matriz está na forma escalonada reduzida satisfaz ainda as seguintes características adicionais:
- O pivô de cada linha não-nula é 1.
- Cada pivô 1 é o único elemento não-nulo de sua coluna.

Exemplo
{\displaystyle \left[{\begin{array}{rrrr}1&1&0&0\\0&0&1&0\\0&0&0&1\end{array}}\right]}

### Operações elementares
Existem três operações básicas que podem ser aplicadas a qualquer tipo de sistema linear, sem alterar sua solução: 
1. Trocar duas linhas entre si.
2. Multiplicar todos os elementos de uma linha por uma constante não-nula.
3. Substituir uma linha pela sua soma com um múltiplo de outra.

Usando estas operações, uma matriz sempre pode ser transformada numa matriz na forma escalonada (forma de escada por linhas) e, posteriormente, ser posta na forma escalonada reduzida. Esta forma final, por sua vez, é única e independente da sequência de operações de linha usadas, sendo mais fácil de resolver que a versão original da matriz. Cabe, também, ressaltar que estas operações elementares são reversíveis, sendo possível retornar ao sistema inicial aplicando a sequência de operações novamente, mas na ordem inversa.

## Problema geral
Deseja-se, a partir da utilização de operações elementares, converter uma matriz na sua forma escalonada reduzida, e assim, resolver mais facilmente o sistema de equações associado àquela matriz. Para este fim, utilizamos o método de Eliminação de Gauss, sendo este composto por duas fases:
- Fase de eliminação: cujo objetivo é empregar operações elementares na matriz aumentada, a fim de obter uma correspondente a um sistema triangular superior.
- Fase de substituição retrocedida: começa-se resolvendo a última equação, cuja solução é substituída na penúltima, a qual resolve-se na penúltima variável, e assim consecutivamente, até obter-se a solução final.

## Algoritmo
Seja Ax = b um sistema linear. O Método de eliminação de Gauss para se encontrar a solução do sistema consiste nas seguintes etapas
- Etapa 1: Obter a matriz aumentada na forma {\displaystyle {\begin{bmatrix}A|b\end{bmatrix}}} que representa o sistema de equações.
- Etapa 2:Transformar a matriz aumentada {\displaystyle {\begin{bmatrix}A|b\end{bmatrix}}} em uma matriz aumentada na forma {\displaystyle {\begin{bmatrix}{\bar {A}}|{\bar {b}}\end{bmatrix}}} onde {\displaystyle {\bar {A}}} é uma matriz triangular superior.
- Etapa 3: Resolver o sistema linear {\displaystyle {\begin{bmatrix}{\bar {A}}|{\bar {b}}\end{bmatrix}}} da Etapa 2 por substituição regressiva.

### Etapa 1
Considere o sistema linear de 3 equações abaixo:
{\displaystyle {\begin{alignedat}{7}a_{11}x_{1}&&\;+\;&&a_{12}x_{2}&&\;+\;&&a_{13}x_{3}&&\;=\;&&b_{1}&\qquad (L_{1})\\a_{21}x_{1}&&\;+\;&&a_{22}x_{2}&&\;+\;&&a_{23}x_{3}&&\;=\;&&b_{2}&\qquad (L_{2})\\a_{31}x_{1}&&\;+\;&&a_{32}x_{2}&&\;+\;&&a_{33}x_{3}&&\;=\;&&b_{3}&\qquad (L_{3})\end{alignedat}}}
A matriz aumentada A do sistema é:
{\displaystyle {\begin{bmatrix}A|b\end{bmatrix}}^{(0)}} = 
{\displaystyle \left[{\begin{array}{ccc|c}a_{11}&a_{12}&a_{13}&b_{1}\\a_{21}&a_{22}&a_{23}&b_{2}\\a_{31}&a_{32}&a_{33}&b_{3}\end{array}}\right]}

### Etapa 2

#### Fase 1
Deseja-se zerar todos os elementos da primeira coluna abaixo da diagonal principal.
Assim, sendo {\displaystyle a_{11}\neq 0,} define-se as constantes {\displaystyle k=a_{21}/a_{11}} e {\displaystyle w=a_{31}/a_{11}} e faz-se as seguintes operações lineares:
{\displaystyle L_{2}^{(1)}\leftarrow L_{2}-k.L_{1}}
{\displaystyle L_{3}^{(1)}\leftarrow L_{3}-w.L_{1}}
Obtendo-se:
{\displaystyle {\begin{bmatrix}A|b\end{bmatrix}}^{(1)}} = {\displaystyle \left[{\begin{array}{ccc|c}a_{11}^{(1)}&a_{12}^{(1)}&a_{13}^{(1)}&b_{1}^{(1)}\\0&a_{22}^{(1)}&a_{23}^{(1)}&b_{2}^{(1)}\\0&a_{32}^{(1)}&a_{33}^{(1)}&b_{3}^{(1)}\end{array}}\right]}

#### Fase 2
Agora, devem-se zerar todos os elementos da segunda coluna abaixo da diagonal principal.
Sendo o pivô o elemento {\displaystyle a_{22}^{(1)}} e a linha pivô  a linha 2 de {\displaystyle {\begin{bmatrix}A|b\end{bmatrix}}^{(1)},} supõe-se {\displaystyle a_{22}^{(1)}\neq 0,} e define-se uma nova constante {\displaystyle v=a_{32}^{(1)}/a_{22}^{(1)}.} 
Realizando a operação
{\displaystyle L_{3}^{(2)}\leftarrow L_{3}^{(1)}-v.L_{2}^{(1)}}
obtém-se:
{\displaystyle {\begin{bmatrix}A|b\end{bmatrix}}^{(2)}} = {\displaystyle \left[{\begin{array}{ccc|c}a_{11}^{(2)}&a_{12}^{(2)}&a_{13}^{(2)}&b_{1}^{(2)}\\0&a_{22}^{(2)}&a_{23}^{(2)}&b_{2}^{(2)}\\0&0&a_{33}^{(2)}&b_{3}^{(2)}\end{array}}\right]}
- Note que {\displaystyle {\begin{bmatrix}A|b\end{bmatrix}}^{(2)}} é uma matriz aumentada cuja matriz {\displaystyle A} é uma matriz triangular superior.

### Etapa 3
Resolve-se o sistema {\displaystyle {\begin{bmatrix}A|b\end{bmatrix}}^{(2)}.} Assim:
{\displaystyle x_{3}=b_{3}^{(2)}/a_{33}^{(2)}} {\displaystyle ,\ a_{33}^{(2)}\neq 0}
{\displaystyle x_{2}=(b_{2}^{(2)}-(a_{23}^{(2)}x_{3}))/a_{22}^{(2)}}
{\displaystyle x_{1}=(b_{1}^{(2)}-(a_{12}^{(2)}x_{2})-a_{13}^{(2)}x_{3})/a_{11}^{(2)}}
Assim, encontra-se a solução {\displaystyle {\begin{Bmatrix}x_{1},\ x_{2},\ x_{3}\end{Bmatrix}}} do sistema {\displaystyle {\begin{bmatrix}A|b\end{bmatrix}}^{(2)},} que é a mesma  solução de {\displaystyle {\begin{bmatrix}A|b\end{bmatrix}}.}
- Observação: o método da Eliminação de Gauss só poderá ser usado para resolver sistemas lineares associados a matrizes escalonadas reduzidas com  elementos das suas diagonais principais não-nulos, ou seja, {\displaystyle a_{11}^{(1)},a_{22}^{(2)},a_{33}^{(3)},...,a_{nn}^{(n)}\neq 0.}

## Exemplo
Resolver o sistema de equações abaixo:
{\displaystyle {\begin{alignedat}{7}2x&&\;+\;&&1y&&\;+\;&&-3z&&\;=\;&&-1\\-1x&&\;+\;&&3y&&\;+\;&&2z&&\;=\;&&12\\3x&&\;+\;&&1y&&\;+\;&&-3z&&\;=\;&&0\end{alignedat}}}
Etapa 1: definir a matriz aumentada
{\displaystyle \left[{\begin{array}{ccc|c}2&1&-3&-1\\-1&3&2&12\\3&1&-3&0\end{array}}\right]}
Etapa 2:
Fase 1: zerar elementos da primeira coluna abaixo da diagonal principal
Como {\displaystyle a_{11}=2\neq 0,} define-se {\displaystyle k={\frac {a_{21}}{a_{11}}}={\frac {-1}{2}}} e {\displaystyle w={\frac {a_{31}}{a_{11}}}={\frac {3}{2}}} e calcula-se os novos elementos da segunda e da terceira linha:
{\displaystyle a_{22}^{(1)}=a_{22}-k.a_{12}=3-({\frac {-1}{2}}).1={\frac {7}{2}}}
{\displaystyle a_{23}^{(1)}=a_{23}-k.a_{13}=2-({\frac {-1}{2}}).(-3)={\frac {1}{2}}}
{\displaystyle b_{2}^{(1)}=b_{2}-k.b_{1}=12-({\frac {-1}{2}}).(-1)={\frac {23}{2}}}
{\displaystyle a_{32}^{(1)}=a_{32}-w.a_{12}=1-({\frac {3}{2}}).1={\frac {-1}{2}}}
{\displaystyle a_{33}^{(1)}=a_{33}-w.a_{13}=-3-({\frac {3}{2}}).(-3)={\frac {3}{2}}}
{\displaystyle b_{3}^{(1)}=b_{3}-w.b_{1}=0-({\frac {3}{2}}).(-1)={\frac {3}{2}}}
Dessa forma, a matriz resultante da etapa 1 é:
{\displaystyle \left[{\begin{array}{ccc|c}2&1&-3&-1\\0&{\frac {7}{2}}&{\frac {1}{2}}&{\frac {23}{2}}\\0&{\frac {-1}{2}}&{\frac {3}{2}}&{\frac {3}{2}}\end{array}}\right]}
Fase 2: zerar elementos da segunda coluna abaixo da diagonal principal
Como {\displaystyle a_{22}^{(1)}={\frac {7}{2}}\neq 0,} define-se uma nova constante {\displaystyle v={\frac {a_{32}^{(1)}}{a_{22}^{(1)}}}={\frac {-1}{7}}} e determina-se os novos elementos da terceira linha:
{\displaystyle a_{33}^{(2)}=a_{33}^{(1)}-v.a_{23}^{(1)}={\frac {3}{2}}-({\frac {-1}{7}}).{\frac {1}{2}}={\frac {11}{7}}}
{\displaystyle b_{3}^{(2)}=b_{3}^{(1)}-v.b_{2}^{(1)}={\frac {3}{2}}-({\frac {-1}{7}}).{\frac {23}{2}}={\frac {22}{7}}}
A nova matriz aumentada após esta segunda fase é:
{\displaystyle \left[{\begin{array}{ccc|c}2&1&-3&-1\\0&{\frac {7}{2}}&{\frac {1}{2}}&{\frac {23}{2}}\\0&0&{\frac {11}{7}}&{\frac {22}{7}}\end{array}}\right]}
Etapa 3:
Tendo-se obtido o sistema:
{\displaystyle {\begin{alignedat}{7}2x&&\;+\;&&y&&\;-\;&&3z&&\;=\;&&-1\\&&\;\;&&{\frac {7}{2}}y&&\;+\;&&{\frac {1}{2}}z&&\;=\;&&{\frac {23}{2}}\\&&\;\;&&&&\;\;&&{\frac {11}{7}}z&&\;=\;&&{\frac {22}{7}}\end{alignedat}}}
que é um sistema triangular, obtemos sua solução facilmente por substituição das variáveis.
Da última equação temos:
Falhou a verificação gramatical (SVG (MathML pode ser ativado através de uma extensão do ''browser''): Resposta inválida ("Math extension cannot connect to Restbase.") do servidor "http://localhost:6011/pt.wikipedia.org/v1/":): {\displaystyle  z = \frac{\frac{22}{7}}{\frac{11}{7}} = 2 }

Substituindo o valor de Falhou a verificação gramatical (SVG (MathML pode ser ativado através de uma extensão do ''browser''): Resposta inválida ("Math extension cannot connect to Restbase.") do servidor "http://localhost:6011/pt.wikipedia.org/v1/":): {\displaystyle  z }
 na segunda equação:
Falhou a verificação gramatical (SVG (MathML pode ser ativado através de uma extensão do ''browser''): Resposta inválida ("Math extension cannot connect to Restbase.") do servidor "http://localhost:6011/pt.wikipedia.org/v1/":): {\displaystyle  \frac{7}{2}y + \frac{1}{2} . 2 = \frac{23}{2} }

logo,
Falhou a verificação gramatical (SVG (MathML pode ser ativado através de uma extensão do ''browser''): Resposta inválida ("Math extension cannot connect to Restbase.") do servidor "http://localhost:6011/pt.wikipedia.org/v1/":): {\displaystyle  y = \frac{\frac{23}{2}-1}{\frac{7}{2}} = 3 }

Por fim, substituindo os valores z = 2 e y = 3 na primeira equação:
Falhou a verificação gramatical (SVG (MathML pode ser ativado através de uma extensão do ''browser''): Resposta inválida ("Math extension cannot connect to Restbase.") do servidor "http://localhost:6011/pt.wikipedia.org/v1/":): {\displaystyle  2x + 3 -3 . 2 = -1 }

resolvendo,
Falhou a verificação gramatical (SVG (MathML pode ser ativado através de uma extensão do ''browser''): Resposta inválida ("Math extension cannot connect to Restbase.") do servidor "http://localhost:6011/pt.wikipedia.org/v1/":): {\displaystyle  x = \frac{-1 -3 + 6}{2} = 1 }

- Assim, a solução para o sistema linear é: Falhou a verificação gramatical (SVG (MathML pode ser ativado através de uma extensão do ''browser''): Resposta inválida ("Math extension cannot connect to Restbase.") do servidor "http://localhost:6011/pt.wikipedia.org/v1/":): {\displaystyle  \begin{Bmatrix} (1, 3, 2) \end{Bmatrix} }